# Ratzdorf

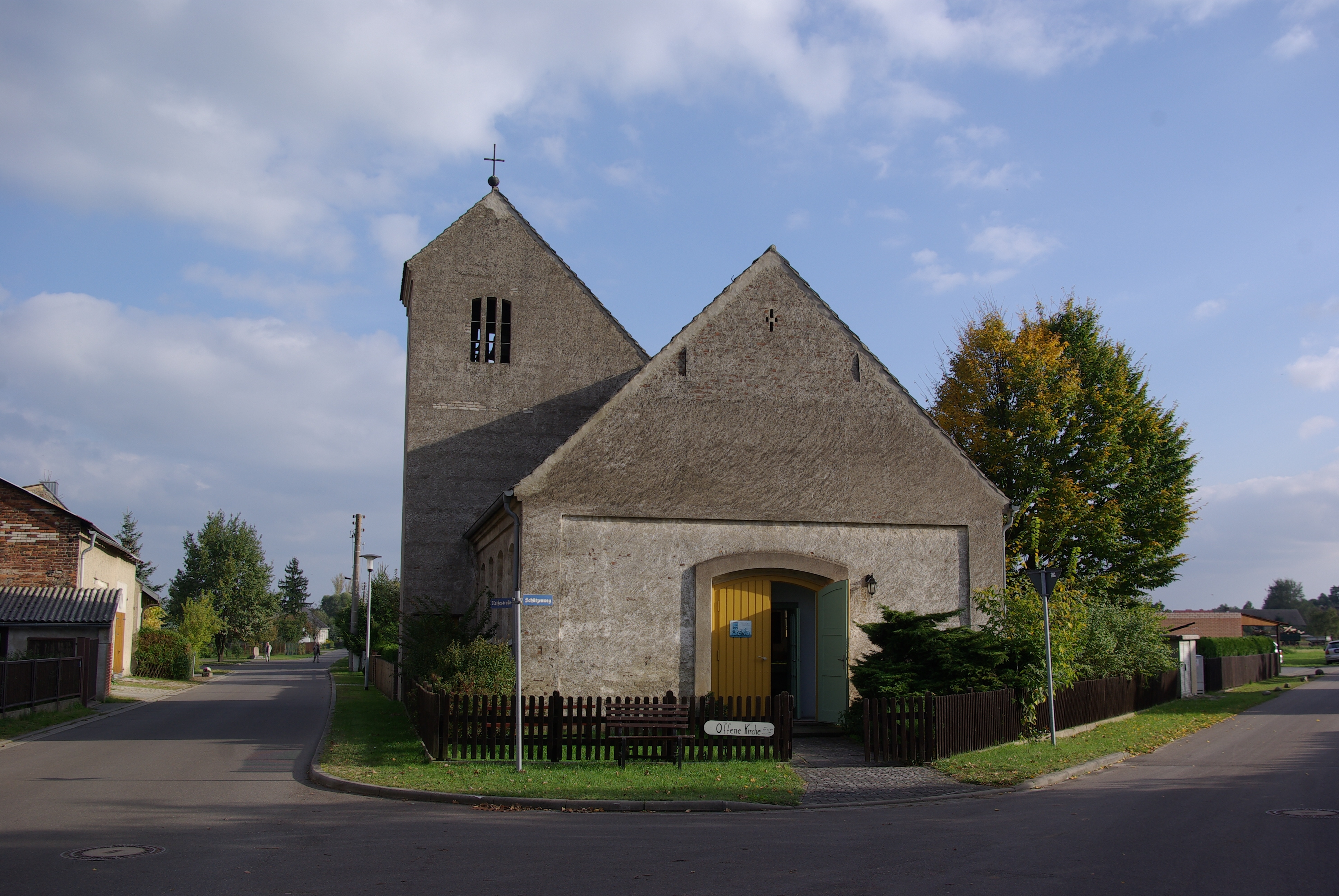
Kościół w Ratzdorf

Ratzdorf (dolnołuż. Radšow) – miejscowość położona w gminie Neißemünde, w powiecie Oder-Spree, w południowo-wschodniej części kraju związkowego Brandenburgia.

## Geografia
Ratzdorf położony jest przy ujściu Nysy Łużyckiej do Odry w pobliżu granicy polsko-niemieckiej jako ślepa wioska w dolinie Odry-Aue.

## Historia
Pierwsza pisemna wzmianka o Ratzdorf pochodzi z 4 czerwca 1316. Miejscowość została wówczas wymieniona jako Razlausdorp. Kościół protestancki zbudowano w 1958 po przebudowie dawnej stodoły parafialnej. 31 grudnia 2001 Ratzdorf wszedł w skład gminy Neißemünde. W 2002 miejscowość została nagrodzona jako najbardziej sportowa gmina w Brandenburgii.

## Powódź 1997
Podczas powodzi w 1997 w pobliżu Ratzdorf doszło do przerwania wałów i miejscowość została całkowicie zalana. Odbudowę wałów przeciwpowodziowych zakończono w 2005. Wkrótce po powodzi Michael Jackson przekazał dla Ratzdorf kilkanaście tysięcy marek niemieckich, które przeznaczono na budowę placu zabaw dla dzieci.